# Championnat du monde moins de 18 ans de hockey sur glace 2014
Navigation
Sotchi 2013 Suisse 2015
Le Championnat du monde moins de 18 ans de hockey sur glace 2014 est la seizième édition de cette compétition de hockey sur glace organisée par la Fédération internationale de hockey sur glace. Il a lieu du 17 au 27 avril 2014 à Lappeenranta et à Imatra en Finlande. Les rencontres sont disputées au Kisapuisto et au Imatran jäähalli.
Six divisions inférieures sont également disputées indépendamment du groupe élite : la Division IA à Nice en France (13-19 avril 2014), la Division IB à Székesfehérvár en Hongrie (13-19 avril 2014), la Division IIA à Dumfries au Royaume-Uni (24-30 mars 2014), la Division IIB à Tallinn en Estonie (14-20 avril 2014), la Division IIIA à Sofia en Bulgarie (24-30 mars 2014) et la Division IIIB à Izmit en Turquie (13-15 février 2014).

## Division élite
Le tournoi de la division élite se déroule du 17 au 27 avril 2014, à Imatra et à Lappeenranta en Finlande.

### Format de la compétition
Les dix équipes participantes sont réparties en deux groupes de cinq. Chaque équipe affronte chaque adversaire de son groupe une fois. Un classement est ensuite établi. La répartition des points durant cette phase est la suivante : une victoire dans le temps règlementaire vaut 3 points, une victoire après une prolongation (mort subite) ou une séance de tirs de fusillade 2 points, une défaite après une prolongation ou une séance de tirs de fusillade 1 point, une défaite dans le temps règlementaire 0 point. Si deux équipes ou plus sont à égalité de points, seules les rencontres opposant les équipes concernées sont prises en compte pour les départager. Les quatre premiers de chaque groupe se qualifient pour les quarts de finale. S'ensuivent les demi-finales, le match pour la troisième place et la finale. De leur côté, les équipes classées à la dernière place leur poule s'opposent dans une série jouée au meilleur des trois matchs, le perdant étant relégué en Division I pour l'édition 2015.
| Groupe A (Imatra) - Canada (T) - Russie - Suède - Allemagne - Slovaquie | Groupe B (Lappeenranta) - États-Unis - Finlande - Suisse - Tchéquie - Danemark (P) |

### Tour préliminaire

#### Groupe A
| 17 avril 2014 | Slovaquie | 2-3 (pr) (1-1, 1-1, 0-0, 0-1) | Russie | Imatran jäähalli 786 spectateurs |

| Feuille de match | Feuille de match                                                      | Feuille de match    | Feuille de match | Feuille de match |
| ---------------- | --------------------------------------------------------------------- | ------------------- | --- | --- |
|                  | P. Maier (M. Paločko) — 19 min 8 s (SN) K. Pospíšil — 36 min 2 s (IN) | 0-1 1-1 2-1 2-2 2-3 | I. Svetchnikov (I. Nikolichine, N. Liamkine) — 15 min 44 s K. Pilipenko (V. Kamenev, D. Vovtchenko) — 37 min 20 s (SN) K. Pilipenko (D. Vovtchenko, N. Liamkine) — 60 min 22 s (SN) | Arbitrage : Andris Ansons (Lettonie) et Anssi Salonen (Finlande) René Jensen (Danemark) et Alexander Waldejer (Norvège) |
| Adam Huska       | Gardiens                                                              | Aleksandr Trouchkov | | Arbitrage : Andris Ansons (Lettonie) et Anssi Salonen (Finlande) René Jensen (Danemark) et Alexander Waldejer (Norvège) |
| 12 min           | Pénalités                                                             | 4 min               | | Arbitrage : Andris Ansons (Lettonie) et Anssi Salonen (Finlande) René Jensen (Danemark) et Alexander Waldejer (Norvège) |
| 17               | Tirs                                                                  | 36                  | | Arbitrage : Andris Ansons (Lettonie) et Anssi Salonen (Finlande) René Jensen (Danemark) et Alexander Waldejer (Norvège) |

| 17 avril 2014 | Suède | 1-3 (0-1, 1-1, 0-1) | Canada | Imatran jäähalli 967 spectateurs |

| Feuille de match | Feuille de match                                                 | Feuille de match | Feuille de match                                                                           | Feuille de match |
| ---------------- | ---------------------------------------------------------------- | ---------------- | ------------------------------------------------------------------------------------------ | --- |
|                  | G. Forsling (D. Muzito Bagenda, A. Holmström) — 30 min 57 s (SN) | 0-1 0-2 1-2 1-3  | J. Virtanen (R. McKeown) — 6 min 45 s J. Virtanen — 21 min 3 s (SN) M. Barzal — 43 min 7 s | Arbitrage : Mikko Kaukokari (Finlande) et Geoffrey Miller (États-Unis) Dana Penkivech (États-Unis) et Jani Pesonen (Finlande) |
| Linus Söderström | Gardiens                                                         | Mason McDonald   |                                                                                            | Arbitrage : Mikko Kaukokari (Finlande) et Geoffrey Miller (États-Unis) Dana Penkivech (États-Unis) et Jani Pesonen (Finlande) |
| 26 min           | Pénalités                                                        | 22 min           |                                                                                            | Arbitrage : Mikko Kaukokari (Finlande) et Geoffrey Miller (États-Unis) Dana Penkivech (États-Unis) et Jani Pesonen (Finlande) |
| 25               | Tirs                                                             | 18               |                                                                                            | Arbitrage : Mikko Kaukokari (Finlande) et Geoffrey Miller (États-Unis) Dana Penkivech (États-Unis) et Jani Pesonen (Finlande) |

| 18 avril 2014 | Allemagne | 1-4 (1-1, 0-1, 0-2) | Slovaquie | Imatran jäähalli 968 spectateurs |

| Feuille de match | Feuille de match                 | Feuille de match    | Feuille de match | Feuille de match |
| ---------------- | -------------------------------- | ------------------- | --- | --- |
|                  | M. Wiederer (M. Kammerer) — 32 s | 1-0 1-1 1-2 1-3 1-4 | J. Mily — 17 min 50 s R. Bondra (J. Melisko) — 34 min 22 s K. Ferleťák (K. Pospíšil) — 44 min 38 s M. Paločko (J. Mily) — 59 min 50 s (IN + CV) | Arbitrage : Aleksandr Sergueïev (Russie) et Tobias Wehrli (Suisse) Gleb Lazarev (Russie) et Yamaguchi Sotaro (Japon) |
| Florian Proske   | Gardiens                         | Matej Tomek         | | Arbitrage : Aleksandr Sergueïev (Russie) et Tobias Wehrli (Suisse) Gleb Lazarev (Russie) et Yamaguchi Sotaro (Japon) |
| 6 min            | Pénalités                        | 12 min              | | Arbitrage : Aleksandr Sergueïev (Russie) et Tobias Wehrli (Suisse) Gleb Lazarev (Russie) et Yamaguchi Sotaro (Japon) |
| 24               | Tirs                             | 18                  | | Arbitrage : Aleksandr Sergueïev (Russie) et Tobias Wehrli (Suisse) Gleb Lazarev (Russie) et Yamaguchi Sotaro (Japon) |

| 19 avril 2014 | Canada | 5-2 (1-0, 1-2, 3-0) | Allemagne | Imatran jäähalli 1 200 spectateurs |

| Feuille de match | Feuille de match | Feuille de match            | Feuille de match                                                                                    | Feuille de match |
| ---------------- | --- | --------------------------- | --------------------------------------------------------------------------------------------------- | --- |
|                  | D. Audette (J. Hawryluk, B. Thomas) — 6 min 37 s C. Bleackley (C. Bishop) — 34 min 29 s R. Gropp (J. Virtanen) — 54 min 24 s T. Konecny (B. Point, B. Perlini) — 56 min 18 s J. McCann (J. Virtann) — 59 min 25 s | 1-0 1-1 2-1 2-2 3-2 4-2 5-2 | A. Eder (M. Daubner, J. Mayenschein) — 33 min 9 s M. Kammerer (S. Loibl, M. Wiederer) — 37 min 49 s | Arbitrage : Pavel Hodek (Rép. tchèque) et Anssi Salonen (Finlande) Andreas Malqvist (Suède) et Alexander Waldejer (Norvège) |
| Julio Billia     | Gardiens | Daniel Fiessinger           | | Arbitrage : Pavel Hodek (Rép. tchèque) et Anssi Salonen (Finlande) Andreas Malqvist (Suède) et Alexander Waldejer (Norvège) |
| 4 min            | Pénalités | 4 min                       | | Arbitrage : Pavel Hodek (Rép. tchèque) et Anssi Salonen (Finlande) Andreas Malqvist (Suède) et Alexander Waldejer (Norvège) |
| 42               | Tirs | 23                          | | Arbitrage : Pavel Hodek (Rép. tchèque) et Anssi Salonen (Finlande) Andreas Malqvist (Suède) et Alexander Waldejer (Norvège) |

| 19 avril 2014 | Russie | 3-4 (TB) (0-2, 0-1, 3-0, 0-0, 0-1) | Suède | Imatran jäähalli 1 200 spectateurs |

| Feuille de match                                               | Feuille de match | Feuille de match            | Feuille de match | Feuille de match |
| -------------------------------------------------------------- | --- | --------------------------- | --- | --- |
|                                                                | D. Vovtchenko (K. Chtchoutkine, I. Svetchnikov) — 42 min 48 s A. Sleptsov (P. Kraskovski) — 49 min 2 s V. Kamenev (N. Liamkine, D. Vovtchenko) — 52 min 5 s (SN) | 0-1 0-2 0-3 1-3 2-3 3-3 3-4 | O. Lindblom (W. Nylander) — 11 min 19 s G. Forsling (W. Nylander) — 14 min 46 s (SN) O. Lindblom (G. Forsling, A. Kempe) — 27 min 25 s (SN) A. Kempe — 65 min (TB) | Arbitrage : Kendrick Nicholson (Canada) et Tobias Wehrli (Suisse) Dana Penkivech (États-Unis) et Nikolaj Ponomarjow (Allemagne) |
| Aleksandr Trouchkov (27 min 25 s) Maksim Tretiak (37 min 35 s) | Gardiens | Linus Söderström            | | Arbitrage : Kendrick Nicholson (Canada) et Tobias Wehrli (Suisse) Dana Penkivech (États-Unis) et Nikolaj Ponomarjow (Allemagne) |
| 16 min                                                         | Pénalités | 12 min                      | | Arbitrage : Kendrick Nicholson (Canada) et Tobias Wehrli (Suisse) Dana Penkivech (États-Unis) et Nikolaj Ponomarjow (Allemagne) |
| 18                                                             | Tirs | 30                          | | Arbitrage : Kendrick Nicholson (Canada) et Tobias Wehrli (Suisse) Dana Penkivech (États-Unis) et Nikolaj Ponomarjow (Allemagne) |

| 20 avril 2014 | Slovaquie | 1-2 (1-0, 0-1, 0-1) | Canada | Imatran jäähalli 1 083 spectateurs |

| Feuille de match | Feuille de match           | Feuille de match | Feuille de match                                                                          | Feuille de match |
| ---------------- | -------------------------- | ---------------- | ----------------------------------------------------------------------------------------- | --- |
|                  | J. Mily — 12 min 24 s (IN) | 1-0 1-1 1-2      | B. Perlini (H. Fleury, T. Sanheim) — 39 min 53 s (SN) B. Perlini (B. Point) — 53 min 23 s | Arbitrage : Michael Hicks (Grande-Bretagne) et Gordon Schukies (Allemagne) René Jensen (Danemark) et Nikolaj Ponomarjow (Allemagne) |
| Adam Huska       | Gardiens                   | Mason McDonald   |                                                                                           | Arbitrage : Michael Hicks (Grande-Bretagne) et Gordon Schukies (Allemagne) René Jensen (Danemark) et Nikolaj Ponomarjow (Allemagne) |
| 18 min           | Pénalités                  | 12 min           |                                                                                           | Arbitrage : Michael Hicks (Grande-Bretagne) et Gordon Schukies (Allemagne) René Jensen (Danemark) et Nikolaj Ponomarjow (Allemagne) |
| 22               | Tirs                       | 25               |                                                                                           | Arbitrage : Michael Hicks (Grande-Bretagne) et Gordon Schukies (Allemagne) René Jensen (Danemark) et Nikolaj Ponomarjow (Allemagne) |

| 21 avril 2014 | Russie | 5-2 (3-2, 0-0, 2-0) | Allemagne | Imatran jäähalli 1 183 spectateurs |

| Feuille de match                                               | Feuille de match | Feuille de match            | Feuille de match                                                                      | Feuille de match |
| -------------------------------------------------------------- | --- | --------------------------- | ------------------------------------------------------------------------------------- | --- |
|                                                                | I. Svetchnikov (V. Kamenev, N. Liamkine) — 8 min 14 s (SN) A. Protapovitch (I. Nikolichine) — 9 min 22 s K. Pilipenko (N. Liamkine, V. Kamenev) — 15 min 59 s (SN) I. Nikolichine (A. Protapovitch, I. Svetchnikov) — 45 min 44 s I. Svetchnikov (I. Nikolichine, A. Sleptsov) — 48 min 32 s (SN) | 1-0 2-0 2-1 2-2 3-2 4-2 5-2 | S. Loibl — 13 min 29 s (2 SN) M. Kammerer (K. Wissmann, A. Eder) — 14 min 17 s (2 SN) | Arbitrage : Mikko Kaukokari (Finlande) et Daniel Konc (Slovaquie) Andreas Malqvist (Suède) et Dana Penkivech (États-Unis) |
| Maksim Tretiak (15 min 36 s) Aleksandr Trouchkov (44 min 24 s) | Gardiens | Florian Proske              |                                                                                       | Arbitrage : Mikko Kaukokari (Finlande) et Daniel Konc (Slovaquie) Andreas Malqvist (Suède) et Dana Penkivech (États-Unis) |
| 22 min                                                         | Pénalités | 14 min                      |                                                                                       | Arbitrage : Mikko Kaukokari (Finlande) et Daniel Konc (Slovaquie) Andreas Malqvist (Suède) et Dana Penkivech (États-Unis) |
| 35                                                             | Tirs | 29                          |                                                                                       | Arbitrage : Mikko Kaukokari (Finlande) et Daniel Konc (Slovaquie) Andreas Malqvist (Suède) et Dana Penkivech (États-Unis) |

| 21 avril 2014 | Suède | 6-2 (1-0, 3-1, 2-1) | Slovaquie | Imatran jäähalli 1 200 spectateurs |

| Feuille de match | Feuille de match | Feuille de match                | Feuille de match                                         | Feuille de match |
| ---------------- | --- | ------------------------------- | -------------------------------------------------------- | --- |
|                  | G. Forsling (W. Nylander, A. Kempe) — 8 min 14 s (SN) W. Nylander (A. Holmström) — 25 min 44 s W. Nylander (A. Kempe) — 28 min 57 s (2 SN) A. Holmström (A. Ollas Mattsson, W. Nylander) — 36 min 12 s H. Törnqvist (R. Andersson) — 41 min 13 s (IN) W. Nylander (A. Kempe, A. Holmström) — 54 min 29 s (2 SN) | 1-0 2-0 2-1 3-1 4-1 5-1 5-2 6-2 | C. Jaros (M. Halama) — 26 min 57 s J. Mily — 45 min 27 s | Arbitrage : Pavel Hodek (Rép. tchèque) et Anssi Salonen (Finlande) Jani Pesonen (Finlande) et Yamaguchi Sotaro (Japon) |
| Linus Söderström | Gardiens | Matej Tomek                     |                                                          | Arbitrage : Pavel Hodek (Rép. tchèque) et Anssi Salonen (Finlande) Jani Pesonen (Finlande) et Yamaguchi Sotaro (Japon) |
| 12 min           | Pénalités | 43 min                          |                                                          | Arbitrage : Pavel Hodek (Rép. tchèque) et Anssi Salonen (Finlande) Jani Pesonen (Finlande) et Yamaguchi Sotaro (Japon) |
| 33               | Tirs | 19                              |                                                          | Arbitrage : Pavel Hodek (Rép. tchèque) et Anssi Salonen (Finlande) Jani Pesonen (Finlande) et Yamaguchi Sotaro (Japon) |

| 22 avril 2014 | Canada | 2-3 (TB) (0-0, 1-0, 1-2, 0-0, 0-1) | Russie | Imatran jäähalli 1 200 spectateurs |

| Feuille de match | Feuille de match                                                                                   | Feuille de match    | Feuille de match | Feuille de match |
| ---------------- | -------------------------------------------------------------------------------------------------- | ------------------- | --- | --- |
|                  | T. Konecny (T. Sanheim, J. Hicketts) — 21 min 49 s M. Barzal (J. McCann, T. Sanheim) — 47 min 40 s | 1-0 1-1 2-1 2-2 2-3 | I. Nikolichine (R. Fazleïev) — 40 min 27 s V. Kamenev (K. Pilipenko, A. Sleptsov) — 59 min 25 s K. Pilipenko — 65 min (TB) | Arbitrage : Andris Ansons (Lettonie) et Geoffrey Miller (États-Unis) Miroslav Lhotský (Rép. tchèque) et Jani Pesonen (Finlande) |
| Mason McDonald   | Gardiens                                                                                           | Maksim Tretiak      | | Arbitrage : Andris Ansons (Lettonie) et Geoffrey Miller (États-Unis) Miroslav Lhotský (Rép. tchèque) et Jani Pesonen (Finlande) |
| 10 min           | Pénalités                                                                                          | 25 min              | | Arbitrage : Andris Ansons (Lettonie) et Geoffrey Miller (États-Unis) Miroslav Lhotský (Rép. tchèque) et Jani Pesonen (Finlande) |
| 25               | Tirs                                                                                               | 31                  | | Arbitrage : Andris Ansons (Lettonie) et Geoffrey Miller (États-Unis) Miroslav Lhotský (Rép. tchèque) et Jani Pesonen (Finlande) |

| 22 avril 2014 | Allemagne | 3-9 (0-3, 1-4, 2-2) | Suède | Imatran jäähalli 1 200 spectateurs |

| Feuille de match                                   | Feuille de match | Feuille de match                                | Feuille de match | Feuille de match |
| -------------------------------------------------- | --- | ----------------------------------------------- | --- | --- |
|                                                    | M. Wiederer (M. Kammerer, K. Wissmann) — 31 min 1 s (SN) M. Kamerrer (S. Loibl, C. Konopatzki) — 41 min 30 s M. Wiederer (M. Todam, K. Wissmann) — 44 min 33 s (SN) | 0-1 0-2 0-3 0-4 0-5 1-5 1-6 1-7 2-7 3-7 3-8 3-9 | A. Holmström (O. Lindblom, A. Ollas Mattsson) — 7 min 6 s S. Aho (G. Franzén, K. Rosdahl) — 11 min 21 s (2 SN) O. Lindblom (W. Nylander, A. Holmström) — 14 min 52 s W. Lagesson (W. Nylander, A. Holmström) — 25 min 5 s H. Törnqvist (J. Forsbacka Karlsson, K. Rosdahl) — 25 min 14 s S. Aho (G. Franzén) — 32 min 58 s (SN) R. Andersson (C. Ehn, K. Elgestål) — 33 min 53 s G. Forsling (W. Nylander, A. Kempe) — 45 min 23 s (SN) W. Nylander (A. Holmström, O. Lindblom) — 50 min 30 s | Arbitrage : Michael Hicks (Grande-Bretagne) et Tobias Wehrli (Suisse) Jordan Browne (Canada) et Dana Penkivech (États-Unis) |
| Daniel Fiessinger (20 min) Florian Proske (40 min) | Gardiens | Markus Olsson                                   | | Arbitrage : Michael Hicks (Grande-Bretagne) et Tobias Wehrli (Suisse) Jordan Browne (Canada) et Dana Penkivech (États-Unis) |
| 10 min                                             | Pénalités | 6 min                                           | | Arbitrage : Michael Hicks (Grande-Bretagne) et Tobias Wehrli (Suisse) Jordan Browne (Canada) et Dana Penkivech (États-Unis) |
| 21                                                 | Tirs | 45                                              | | Arbitrage : Michael Hicks (Grande-Bretagne) et Tobias Wehrli (Suisse) Jordan Browne (Canada) et Dana Penkivech (États-Unis) |

| Clt   | Équipe    | PJ | V | VP | D | DP | BP | BC | Diff | Pts |
| ----- | --------- | -- | - | -- | - | -- | -- | -- | ---- | --- |
| +001, | Canada    | 4  | 3 | 0  | 0 | 1  | 12 | 7  | +5   | 10  |
| +002, | Suède     | 4  | 2 | 1  | 1 | 0  | 20 | 11 | +9   | 8   |
| +003, | Russie    | 4  | 1 | 2  | 0 | 1  | 14 | 10 | +4   | 8   |
| +004, | Slovaquie | 4  | 1 | 0  | 2 | 1  | 9  | 12 | -3   | 4   |
| +005, | Allemagne | 4  | 0 | 0  | 4 | 0  | 8  | 23 | -15  | 0   |

- Qualifiés pour les quarts de finale

#### Groupe B
| 17 avril 2014 | Suisse | 4-2 (1-2, 0-0, 3-0) | États-Unis | Kisapuisto 726 spectateurs |

| Feuille de match  | Feuille de match | Feuille de match        | Feuille de match                                                                              | Feuille de match |
| ----------------- | --- | ----------------------- | --------------------------------------------------------------------------------------------- | --- |
|                   | D. Riat (J. Privet) — 11 min 55 s K. Fiala (D. Malgin, N. Rod) — 40 min 46 s D. Malgin (K. Fiala, N. Rod) — 56 min 30 s D. Malgin — 59 min 49 s (CV) | 0-1 1-1 1-2 2-2 3-2 4-2 | J. Dougherty (B. Fortunato, S. Milano) — 5 min 13 s (SN) K. Connor (N. Hanifin) — 15 min 42 s | Arbitrage : Michael Hicks (Grande-Bretagne) et Kendrick Nicholson (Canada) Jordan Browne (Canada) et Miroslav Lhotský (Rép. tchèque) |
| Gauthier Descloux | Gardiens | Alex Nedeljkovic        |                                                                                               | Arbitrage : Michael Hicks (Grande-Bretagne) et Kendrick Nicholson (Canada) Jordan Browne (Canada) et Miroslav Lhotský (Rép. tchèque) |
| 16 min            | Pénalités | 2 min                   |                                                                                               | Arbitrage : Michael Hicks (Grande-Bretagne) et Kendrick Nicholson (Canada) Jordan Browne (Canada) et Miroslav Lhotský (Rép. tchèque) |
| 20                | Tirs | 33                      |                                                                                               | Arbitrage : Michael Hicks (Grande-Bretagne) et Kendrick Nicholson (Canada) Jordan Browne (Canada) et Miroslav Lhotský (Rép. tchèque) |

| 17 avril 2014 | Danemark | 1-6 (0-3, 1-2, 0-1) | Finlande | Kisapuisto 1 942 spectateurs |

| Feuille de match | Feuille de match                        | Feuille de match            | Feuille de match | Feuille de match |
| ---------------- | --------------------------------------- | --------------------------- | --- | --- |
|                  | J. Korsgaard (S. Nielsen) — 21 min 36 s | 0-1 0-2 0-3 1-3 1-4 1-5 1-6 | S. Aho (A. Kalapudas) — 4 min 21 s M. Rantanen (J. Rouhiainen, J. Lammikko) — 7 min 24 s M. Rantanen (J. Lammikko, S. Moberg) — 8 min 26 s (SN) S. Moberg (J. Lammikko) — 24 min 32 s M. Rantanen — 29 min 23 s (IN) K. Kapanen (M. Honkanen) — 51 min 35 s (SN) | Arbitrage : Pavel Hodek (Rép. tchèque) et Linus Öhlund (Suède) Nikolaj Ponomarjow (Allemagne) et Yamaguchi Sotaro (Japon) |
| Thomas Lillie    | Gardiens                                | Kaapo Kähkönen              | | Arbitrage : Pavel Hodek (Rép. tchèque) et Linus Öhlund (Suède) Nikolaj Ponomarjow (Allemagne) et Yamaguchi Sotaro (Japon) |
| 33 min           | Pénalités                               | 10 min                      | | Arbitrage : Pavel Hodek (Rép. tchèque) et Linus Öhlund (Suède) Nikolaj Ponomarjow (Allemagne) et Yamaguchi Sotaro (Japon) |
| 11               | Tirs                                    | 41                          | | Arbitrage : Pavel Hodek (Rép. tchèque) et Linus Öhlund (Suède) Nikolaj Ponomarjow (Allemagne) et Yamaguchi Sotaro (Japon) |

| 18 avril 2014 | République tchèque | 9-2 (4-0, 3-0, 2-2) | Danemark | Kisapuisto 204 spectateurs |

| Feuille de match | Feuille de match | Feuille de match                                | Feuille de match                                                                       | Feuille de match |
| ---------------- | --- | ----------------------------------------------- | -------------------------------------------------------------------------------------- | --- |
|                  | J. Vrána (D. Pastrňák, V. Karabáček) — 6 min 51 s (SN) M. Špaček (J. Zbořil, P. Zacha) — 10 min 44 s P. Zacha (V. Karabáček, M. Špaček) — 13 min L. Vopelka (D. Mašín) — 15 min 11 s F. Pyrochta (J. Ordoš, J. Černoch) — 22 min 14 s A. Rašner (L. Vopelka, J. Vrána) — 31 min 34 s V. Karabáček (M. Špaček, J. Zbořil) — 35 min 15 s J. Vrána (D. Pastrňák) — 46 min 45 s V. Karabáček (P. Zacha, V. Vaněček) — 50 min 10 s | 1-0 2-0 3-0 4-0 5-0 6-0 7-0 7-1 8-1 9-1 9-2     | A. True (M. Klusmann, F. Høeg) — 42 min 34 s J. Korsgaard (M. Eskildsen) — 59 min 28 s | Arbitrage : Daniel Konc (Slovaquie) et Gordon Schukies (Allemagne) Andreas Malqvist (Suède) et Jani Pesonen (Finlande) |
| Vítek Vaněček    | Gardiens | Thomas Lillie (20 min) Mathias Seldrup (40 min) |                                                                                        | Arbitrage : Daniel Konc (Slovaquie) et Gordon Schukies (Allemagne) Andreas Malqvist (Suède) et Jani Pesonen (Finlande) |
| 2 min            | Pénalités | 8 min                                           |                                                                                        | Arbitrage : Daniel Konc (Slovaquie) et Gordon Schukies (Allemagne) Andreas Malqvist (Suède) et Jani Pesonen (Finlande) |
| 52               | Tirs | 11                                              |                                                                                        | Arbitrage : Daniel Konc (Slovaquie) et Gordon Schukies (Allemagne) Andreas Malqvist (Suède) et Jani Pesonen (Finlande) |

| 19 avril 2014 | États-Unis | 3-0 (1-0, 2-0, 0-0) | République tchèque | Kisapuisto 2 523 spectateurs |

| Feuille de match | Feuille de match | Feuille de match | Feuille de match | Feuille de match                                                                                             |
| ---------------- | --- | ---------------- | ---------------- | --- |
|                  | A. Matthews (J. Dougherty, B. Fortunato) — 8 min 17 s S. Milano (J. Eichel, A. Tuch) — 20 min 58 s K. Connor (J. Wegwerth, J. Glover) — 24 min 27 s | 1-0 2-0 3-0      |                  | Arbitrage : Andris Ansons (Lettonie) et Linus Öhlund (Suède) Jordan Browne (Canada) et Gleb Lazarev (Russie) |
| Alex Nedeljkovic | Gardiens | Vítek Vaněček    |                  | Arbitrage : Andris Ansons (Lettonie) et Linus Öhlund (Suède) Jordan Browne (Canada) et Gleb Lazarev (Russie) |
| 10 min           | Pénalités | 6 min            |                  | Arbitrage : Andris Ansons (Lettonie) et Linus Öhlund (Suède) Jordan Browne (Canada) et Gleb Lazarev (Russie) |
| 35               | Tirs | 24               |                  | Arbitrage : Andris Ansons (Lettonie) et Linus Öhlund (Suède) Jordan Browne (Canada) et Gleb Lazarev (Russie) |

| 19 avril 2014 | Finlande | 2-1 (1-1, 0-0, 1-0) | Suisse | Kisapuisto 4 133 spectateurs |

| Feuille de match | Feuille de match                                                                        | Feuille de match  | Feuille de match                          | Feuille de match |
| ---------------- | --------------------------------------------------------------------------------------- | ----------------- | ----------------------------------------- | --- |
|                  | J. Lammikko (M. Rantanen) — 4 min 48 s S. Aho (W. Hopponen, J. Rouhiainen) — 49 min 4 s | 1-0 1-1 2-1       | D. Malgin (K. Fiala, N. Rod) — 10 min 1 s | Arbitrage : Daniel Konc (Slovaquie) et Aleksandr Sergueïev (Russie) René Jensen (Danemark) et Miroslav Lhotský (Rép. tchèque) |
| Kaapo Kähkönen   | Gardiens                                                                                | Gauthier Descloux |                                           | Arbitrage : Daniel Konc (Slovaquie) et Aleksandr Sergueïev (Russie) René Jensen (Danemark) et Miroslav Lhotský (Rép. tchèque) |
| 14 min           | Pénalités                                                                               | 6 min             |                                           | Arbitrage : Daniel Konc (Slovaquie) et Aleksandr Sergueïev (Russie) René Jensen (Danemark) et Miroslav Lhotský (Rép. tchèque) |
| 27               | Tirs                                                                                    | 25                |                                           | Arbitrage : Daniel Konc (Slovaquie) et Aleksandr Sergueïev (Russie) René Jensen (Danemark) et Miroslav Lhotský (Rép. tchèque) |

| 20 avril 2014 | Danemark | 0-7 (0-1, 0-2, 0-4) | États-Unis | Kisapuisto 384 spectateurs |

| Feuille de match | Feuille de match | Feuille de match            | Feuille de match | Feuille de match |
| ---------------- | ---------------- | --------------------------- | --- | --- |
|                  |                  | 0-1 0-2 0-3 0-4 0-5 0-6 0-7 | S. Milano (J. Eichel) — 10 min 24 s J. Fiegl (J. Wegwerth) — 31 min 47 s J. Eichel (S. Milano, J. Glover) — 36 min 34 s J. Glover (L. Belpedio, S. Milano) — 42 min 21 s R. Hitchcock (A. Matthews) — 45 min 28 s J. Eichel (B. Fortunato, J. Dougherty) — 52 min 49 s K. Connor (R. Hitchcock, N. Hanifin) — 53 min 5 s | Arbitrage : Mikko Kaukokari (Finlande) et Tobias Wehrli (Suisse) Miroslav Lhotský (Rép. tchèque) et Yamaguchi Sotaro (Japon) |
| Mathias Seldrup  | Gardiens         | Edwin Minney                | | Arbitrage : Mikko Kaukokari (Finlande) et Tobias Wehrli (Suisse) Miroslav Lhotský (Rép. tchèque) et Yamaguchi Sotaro (Japon) |
| 14 min           | Pénalités        | 6 min                       | | Arbitrage : Mikko Kaukokari (Finlande) et Tobias Wehrli (Suisse) Miroslav Lhotský (Rép. tchèque) et Yamaguchi Sotaro (Japon) |
| 8                | Tirs             | 59                          | | Arbitrage : Mikko Kaukokari (Finlande) et Tobias Wehrli (Suisse) Miroslav Lhotský (Rép. tchèque) et Yamaguchi Sotaro (Japon) |

| 21 avril 2014 | Finlande | 3-4 (TB) (0-0, 1-2, 2-1, 0-0, 0-1) | République tchèque | Kisapuisto 3 575 spectateurs |

| Feuille de match | Feuille de match | Feuille de match            | Feuille de match | Feuille de match |
| ---------------- | --- | --------------------------- | --- | --- |
|                  | A. Kalapudas (W. Hopponen, J. Parikka) — 23 min 59 s J. Lammikko (M. Rantanen) — 48 min 20 s S. Niku (A. Kalapudas, S. Aho) — 58 min 48 s | 1-0 1-1 1-2 2-2 2-3 3-3 3-4 | J. Vrána (D. Kaše) — 32 min 14 s J. Smejkal (F. Chlapik, R. Veselý) — 32 min 51 s V. Karabáček — 56 min 39 s J. Vrána — 65 min (TB) | Arbitrage : Geoffrey Miller (États-Unis) et Kendrick Nicholson (Canada) Gleb Lazarev (Russie) et Nikolaj Ponomarjow (Allemagne) |
| Kaapo Kähkönen   | Gardiens | Vítek Vaněček               | | Arbitrage : Geoffrey Miller (États-Unis) et Kendrick Nicholson (Canada) Gleb Lazarev (Russie) et Nikolaj Ponomarjow (Allemagne) |
| 14 min           | Pénalités | 10 min                      | | Arbitrage : Geoffrey Miller (États-Unis) et Kendrick Nicholson (Canada) Gleb Lazarev (Russie) et Nikolaj Ponomarjow (Allemagne) |
| 32               | Tirs | 37                          | | Arbitrage : Geoffrey Miller (États-Unis) et Kendrick Nicholson (Canada) Gleb Lazarev (Russie) et Nikolaj Ponomarjow (Allemagne) |

| 21 avril 2014 | Suisse | 3-2 (0-0, 2-1, 1-1) | Danemark | Kisapuisto 593 spectateurs |

| Feuille de match  | Feuille de match | Feuille de match    | Feuille de match                                                                   | Feuille de match |
| ----------------- | --- | ------------------- | ---------------------------------------------------------------------------------- | --- |
|                   | R. Karrer (K. Fiala, D. Malgin) — 30 min 34 s (SN) K. Fiala (J. Siegenthaler, R. Karrer) — 34 min 23 s N. Rod (K. Fiala, D. Malgin) — 57 min 50 s | 1-0 2-0 2-1 2-2 3-2 | T. Olsen (E. Christensen) — 37 min 41 s C. Mieritz (S. Nielsen) — 55 min 46 s (SN) | Arbitrage : Andris Ansons (Lettonie) et Linus Öhlund (Suède) Jordan Browne (Canada) et Alexander Waldejer (Norvège) |
| Gauthier Descloux | Gardiens | Thomas Lillie       |                                                                                    | Arbitrage : Andris Ansons (Lettonie) et Linus Öhlund (Suède) Jordan Browne (Canada) et Alexander Waldejer (Norvège) |
| 6 min             | Pénalités | 8 min               |                                                                                    | Arbitrage : Andris Ansons (Lettonie) et Linus Öhlund (Suède) Jordan Browne (Canada) et Alexander Waldejer (Norvège) |
| 46                | Tirs | 24                  |                                                                                    | Arbitrage : Andris Ansons (Lettonie) et Linus Öhlund (Suède) Jordan Browne (Canada) et Alexander Waldejer (Norvège) |

| 22 avril 2014 | République tchèque | 4-2 (0-0, 1-0, 3-2) | Suisse | Kisapuisto 587 spectateurs |

| Feuille de match | Feuille de match | Feuille de match        | Feuille de match                                                                      | Feuille de match |
| ---------------- | --- | ----------------------- | ------------------------------------------------------------------------------------- | --- |
|                  | J. Vrána (D. Mašín, F. Pyrochta) — 26 min 16 s P. Zacha (V. Karabáček, D. Pastrňák) — 41 min 37 s P. Zacha (D. Pastrňák) — 45 min 33 s J. Smejkal (D. Pastrňák) — 59 min 57 s (CV) | 1-0 2-0 2-1 3-1 3-2 4-2 | N. Rod (K. Fiala, R. Karrer) — 44 min 28 s K. Fiala (R. Karrer, N. Rod) — 52 min 12 s | Arbitrage : Daniel Konc (Slovaquie) et Gordon Schukies (Allemagne) Dana Penkivech (États-Unis) et Alexander Waldejer (Norvège) |
| Vítek Vaněček    | Gardiens | Kevin Fehr              |                                                                                       | Arbitrage : Daniel Konc (Slovaquie) et Gordon Schukies (Allemagne) Dana Penkivech (États-Unis) et Alexander Waldejer (Norvège) |
| 6 min            | Pénalités | 8 min                   |                                                                                       | Arbitrage : Daniel Konc (Slovaquie) et Gordon Schukies (Allemagne) Dana Penkivech (États-Unis) et Alexander Waldejer (Norvège) |
| 27               | Tirs | 18                      |                                                                                       | Arbitrage : Daniel Konc (Slovaquie) et Gordon Schukies (Allemagne) Dana Penkivech (États-Unis) et Alexander Waldejer (Norvège) |

| 22 avril 2014 | États-Unis | 4-3 (1-1, 2-2, 1-0) | Finlande | Kisapuisto 4 047 spectateurs |

| Feuille de match | Feuille de match | Feuille de match            | Feuille de match | Feuille de match                                                                                                   |
| ---------------- | --- | --------------------------- | --- | --- |
|                  | N. Hanifin — 19 min 56 s (SN) A. Bjork (D. Larkin) — 20 min 19 s K. Connor (A. Matthews, N. Hanifin) — 39 min 59 s J. Eichel (S. Milano) — 58 min 56 s | 0-1 1-1 2-1 2-2 2-3 3-3 4-3 | M. Keskitalo (J. Lammikko, M. Honkanen) — 9 min 54 s A. Saarela (M. Keskitalo) — 25 min 42 s J. Kiviranta (K. Kapanen) — 33 min 53 s | Arbitrage : Linus Öhlund (Suède) et Aleksandr Sergueïev (Russie) Gleb Lazarev (Russie) et Andreas Malqvist (Suède) |
| Alex Nedeljkovic | Gardiens | Kaapo Kähkönen              | | Arbitrage : Linus Öhlund (Suède) et Aleksandr Sergueïev (Russie) Gleb Lazarev (Russie) et Andreas Malqvist (Suède) |
| 2 min            | Pénalités | 10 min                      | | Arbitrage : Linus Öhlund (Suède) et Aleksandr Sergueïev (Russie) Gleb Lazarev (Russie) et Andreas Malqvist (Suède) |
| 16               | Tirs | 20                          | | Arbitrage : Linus Öhlund (Suède) et Aleksandr Sergueïev (Russie) Gleb Lazarev (Russie) et Andreas Malqvist (Suède) |

| Clt   | Équipe     | PJ | V | VP | D | DP | BP | BC | Diff | Pts |
| ----- | ---------- | -- | - | -- | - | -- | -- | -- | ---- | --- |
| +001, | États-Unis | 4  | 3 | 0  | 1 | 0  | 16 | 7  | +9   | 9   |
| +002, | Tchéquie   | 4  | 2 | 1  | 1 | 0  | 17 | 10 | +7   | 8   |
| +003, | Finlande   | 4  | 2 | 0  | 1 | 1  | 14 | 10 | +4   | 7   |
| +004, | Suisse     | 4  | 2 | 0  | 2 | 0  | 10 | 10 | 0    | 6   |
| +005, | Danemark   | 4  | 0 | 0  | 4 | 0  | 5  | 25 | -20  | 0   |

- Qualifiés pour les quarts de finale

### Poule de maintien
| 24 avril 2014 | Allemagne | 3-2 (1-1, 1-1, 1-0) | Danemark | Imatran jäähalli 988 spectateurs |

| Feuille de match | Feuille de match | Feuille de match    | Feuille de match                                                                                            | Feuille de match |
| ---------------- | --- | ------------------- | --- | --- |
|                  | D. Kolb (A. Eder, T. Kircher) — 12 min 21 s A. Eder (D. Kolb, T. Kircher) — 37 min 43 s (SN) S. Loibl (M. Wiederer, E. Quaas) — 51 min 20 s | 0-1 1-1 1-2 2-2 3-2 | M. Eskildsen (E. Christensen, Mo. Jensen) — 12 min 4 s Ma. Jensen (T. Olsen, E. Grandal) — 31 min 19 s (SN) | Arbitrage : Michael Hicks (Grande-Bretagne) et Pavel Hodek (Rép. tchèque) Jordan Browne (Canada) et Alexander Waldejer (Norvège) |
| Florian Proske   | Gardiens | Thomas Lillie       | | Arbitrage : Michael Hicks (Grande-Bretagne) et Pavel Hodek (Rép. tchèque) Jordan Browne (Canada) et Alexander Waldejer (Norvège) |
| 8 min            | Pénalités | 4 min               | | Arbitrage : Michael Hicks (Grande-Bretagne) et Pavel Hodek (Rép. tchèque) Jordan Browne (Canada) et Alexander Waldejer (Norvège) |
| 24               | Tirs | 24                  | | Arbitrage : Michael Hicks (Grande-Bretagne) et Pavel Hodek (Rép. tchèque) Jordan Browne (Canada) et Alexander Waldejer (Norvège) |

| 25 avril 2014 | Danemark | 2-3 (pr) (2-0, 0-0, 0-2, 0-1) | Allemagne | Imatran jäähalli 746 spectateurs |

| Feuille de match | Feuille de match                                                                                           | Feuille de match    | Feuille de match | Feuille de match |
| ---------------- | --- | ------------------- | --- | --- |
|                  | C. Mieritz (K. Jensen, Ma. Jensen) — 4 min 41 s A. Krogsgaard (J. Holmberg, E. Grandal) — 12 min 57 s (SN) | 1-0 2-0 2-1 2-2 2-3 | A. Eder (T. Kircher, D. Trinkberger) — 49 min 59 s L. Koziol (T. Kircher, A. Eder) — 55 min 40 s J. Mayenschein (D. Trinkberger) — 63 min 55 s | Arbitrage : Andris Ansons (Lettonie) et Daniel Konc (Slovaquie) Gleb Lazarev (Russie) et Miroslav Lhotský (Rép. tchèque) |
| Thomas Lillie    | Gardiens                                                                                                   | Florian Proske      | | Arbitrage : Andris Ansons (Lettonie) et Daniel Konc (Slovaquie) Gleb Lazarev (Russie) et Miroslav Lhotský (Rép. tchèque) |
| 8 min            | Pénalités                                                                                                  | 4 min               | | Arbitrage : Andris Ansons (Lettonie) et Daniel Konc (Slovaquie) Gleb Lazarev (Russie) et Miroslav Lhotský (Rép. tchèque) |
| 10               | Tirs | 33                  | | Arbitrage : Andris Ansons (Lettonie) et Daniel Konc (Slovaquie) Gleb Lazarev (Russie) et Miroslav Lhotský (Rép. tchèque) |

### Phase finale

#### Tableau
|  | Quarts de finale                | Quarts de finale                |                           |                           | Demi-finales              | Demi-finales              |   |  | Finale                    | Finale                    |
|  | Quarts de finale                | Quarts de finale                |                           |                           | Demi-finales              | Demi-finales              |   |  | Finale                    | Finale                    |
|  |                                 |                                 |                           |                           |                           |                           |   |  |                           |                           |
|  | 24 avril 2014, Kisapuisto       | 24 avril 2014, Kisapuisto       |                           |                           | 26 avril 2014, Kisapuisto | 26 avril 2014, Kisapuisto |   |  | 27 avril 2014, Kisapuisto | 27 avril 2014, Kisapuisto |
|  | 24 avril 2014, Kisapuisto       | 24 avril 2014, Kisapuisto       |                           |                           | 26 avril 2014, Kisapuisto | 26 avril 2014, Kisapuisto |   |  | 27 avril 2014, Kisapuisto | 27 avril 2014, Kisapuisto |
|  | États-Unis                      | 6                               |                           |                           | 26 avril 2014, Kisapuisto | 26 avril 2014, Kisapuisto |   |  | 27 avril 2014, Kisapuisto | 27 avril 2014, Kisapuisto |
|  | États-Unis                      | 6                               |                           |                           | 26 avril 2014, Kisapuisto | 26 avril 2014, Kisapuisto |   |  | 27 avril 2014, Kisapuisto | 27 avril 2014, Kisapuisto |
|  | Slovaquie                       | 2                               |                           |                           | 26 avril 2014, Kisapuisto | 26 avril 2014, Kisapuisto |   |  | 27 avril 2014, Kisapuisto | 27 avril 2014, Kisapuisto |
|  | Slovaquie                       | 2                               | États-Unis                | 4                         |                           |                           |   |  | 27 avril 2014, Kisapuisto | 27 avril 2014, Kisapuisto |
|  | 24 avril 2014, Kisapuisto       |                                 | États-Unis                | 4                         |                           |                           |   |  | 27 avril 2014, Kisapuisto | 27 avril 2014, Kisapuisto |
|  |                                 | Suède                           | 1                         |                           |                           |                           |   |  | 27 avril 2014, Kisapuisto | 27 avril 2014, Kisapuisto |
|  | Suède                           | Suède                           | 1                         | 10                        |                           |                           |   |  | 27 avril 2014, Kisapuisto | 27 avril 2014, Kisapuisto |
|  | Suède                           |                                 |                           | 10                        |                           |                           |   |  | 27 avril 2014, Kisapuisto | 27 avril 2014, Kisapuisto |
|  | Finlande                        | 0                               |                           |                           |                           |                           |   |  | 27 avril 2014, Kisapuisto | 27 avril 2014, Kisapuisto |
|  | Finlande                        | 0                               | États-Unis                | 5                         |                           |                           |   |  |                           |                           |
|  | 24 avril 2014, Imatran jäähalli |                                 | États-Unis                | 5                         |                           |                           |   |  |                           |                           |
|  |                                 | République tchèque              | 2                         |                           |                           |                           |   |  |                           |                           |
|  | Canada                          | République tchèque              | 2                         | 3                         |                           |                           |   |  |                           |                           |
|  | Canada                          | 26 avril 2014, Kisapuisto       |                           | 3                         |                           |                           |   |  |                           |                           |
|  | Suisse                          | 2                               |                           |                           |                           |                           |   |  |                           |                           |
|  | Suisse                          | 2                               | Canada                    | 3                         |                           |                           |   |  |                           |                           |
|  | 24 avril 2014, Imatran jäähalli | 24 avril 2014, Imatran jäähalli | Canada                    | 3                         | Match pour la 3e place    | Match pour la 3e place    |   |  |                           |                           |
|  | 24 avril 2014, Imatran jäähalli | 24 avril 2014, Imatran jäähalli |                           | République tchèque        | Match pour la 3e place    | Match pour la 3e place    | 4 |  |                           |                           |
|  | République tchèque              | 3                               | 27 avril 2014, Kisapuisto | 27 avril 2014, Kisapuisto |                           |                           | 4 |  |                           |                           |
|  | République tchèque              | 3                               | 27 avril 2014, Kisapuisto | 27 avril 2014, Kisapuisto |                           |                           |   |  |                           |                           |
|  | Russie                          | 2                               |                           | Suède                     | 1                         |                           |   |  |                           |                           |
|  | Russie                          | 2                               |                           | Suède                     | 1                         |                           |   |  |                           |                           |
|  |                                 |                                 |                           |                           |                           |                           |   |  | Canada                    | 3                         |
|  |                                 |                                 |                           |                           |                           |                           |   |  | Canada                    | 3                         |

#### Quarts de finale
| 24 avril 2014 | États-Unis | 6-2 (3-0, 1-0, 2-2) | Slovaquie | Kisapuisto 503 spectateurs |

| Feuille de match | Feuille de match | Feuille de match                         | Feuille de match                                                                             | Feuille de match |
| ---------------- | --- | ---------------------------------------- | -------------------------------------------------------------------------------------------- | --- |
|                  | J. Eichel (A. Tuch) — 54 s J. MacLeod (J. Eichel) — 3 min 28 s (2 SN) A. Bjork (J. Eichel, S. Milano) — 17 min 8 s A. Matthews (K. Connor, J. Glover) — 24 min J. MacLeod (A. Tuch) — 48 min 30 s (SN) N. Stevens (R. Collins) — 52 min 37 s (SN) | 1-0 2-0 3-0 4-0 4-1 5-1 6-1 6-2          | K. Ferleťák (C. Jaros) — 46 min 17 s M. Halama (L. Hrusik, K. Ferleťák) — 55 min 30 s (2 SN) | Arbitrage : Gordon Schukies (Allemagne) et Aleksandr Sergueïev (Russie) Gleb Lazarev (Russie) et Nikolaj Ponomarjow (Allemagne) |
| Alex Nedeljkovic | Gardiens | Adam Huska (40 min) Matej Tomek (20 min) |                                                                                              | Arbitrage : Gordon Schukies (Allemagne) et Aleksandr Sergueïev (Russie) Gleb Lazarev (Russie) et Nikolaj Ponomarjow (Allemagne) |
| 14 min           | Pénalités | 16 min                                   |                                                                                              | Arbitrage : Gordon Schukies (Allemagne) et Aleksandr Sergueïev (Russie) Gleb Lazarev (Russie) et Nikolaj Ponomarjow (Allemagne) |
| 43               | Tirs | 12                                       |                                                                                              | Arbitrage : Gordon Schukies (Allemagne) et Aleksandr Sergueïev (Russie) Gleb Lazarev (Russie) et Nikolaj Ponomarjow (Allemagne) |

| 24 avril 2014 | République tchèque | 3-2 (pr) (1-0, 0-1, 1-1, 1-0) | Russie | Imatran jäähalli 1 116 spectateurs |

| Feuille de match | Feuille de match | Feuille de match    | Feuille de match                                                                                                 | Feuille de match |
| ---------------- | --- | ------------------- | --- | --- |
|                  | J. Vrána (O. Mikliš, D. Kaše) — 18 min 53 s D. Kaše (A. Rašner, M. Špaček) — 41 min 17 s J. Vrána (F. Pyrochta, D. Mašín) — 65 min 55 s | 1-0 1-1 2-1 2-2 3-2 | I. Korchkov (K. Pilipenko, V. Kamenev) — 32 min 35 s (SN) K. Pilipenko (I. Svetchnikov, V. Kamenev) — 49 min 2 s | Arbitrage : Mikko Kaukokari (Finlande) et Tobias Wehrli (Suisse) Dana Penkivech (États-Unis) et Jani Pesonen (Finlande) |
| Vítek Vaněček    | Gardiens | Maksim Tretiak      | | Arbitrage : Mikko Kaukokari (Finlande) et Tobias Wehrli (Suisse) Dana Penkivech (États-Unis) et Jani Pesonen (Finlande) |
| 6 min            | Pénalités | 4 min               | | Arbitrage : Mikko Kaukokari (Finlande) et Tobias Wehrli (Suisse) Dana Penkivech (États-Unis) et Jani Pesonen (Finlande) |
| 28               | Tirs | 27                  | | Arbitrage : Mikko Kaukokari (Finlande) et Tobias Wehrli (Suisse) Dana Penkivech (États-Unis) et Jani Pesonen (Finlande) |

| 24 avril 2014 | Suède | 10-0 (3-0, 2-0, 5-0) | Finlande | Kisapuisto 3 075 spectateurs |

| Feuille de match | Feuille de match | Feuille de match                                             | Feuille de match | Feuille de match |
| ---------------- | --- | ------------------------------------------------------------ | ---------------- | --- |
|                  | W. Nylander (A. Holmström) — 52 s K. Rosdahl (H. Törnqvist, J. Forsbacka Karlsson) — 7 min 36 s W. Lagesson (C. Ehn, K. Elgestål) — 10 min 43 s W. Lagesson — 20 min 54 s (SN) M. Pettersson (C. Ehn, A. Ottosson) — 22 min 16 s R. Andersson (H. Törnqvist) — 41 min 43 s K. Elgestål — 45 min 43 s W. Nylander — 45 min 49 s A. Holmström (O. Lindblom, W. Nylander) — 52 min 22 s (SN) A. Holmström (W. Nylander, A. Ollas Mattsson) — 54 min 25 s | 1-0 2-0 3-0 4-0 5-0 6-0 7-0 8-0 9-0 10-0                     |                  | Arbitrage : Geoffrey Miller (États-Unis) et Kendrick Nicholson (Canada) Miroslav Lhotský (Rép. tchèque) et Yamaguchi Sotaro (Japon) |
| Linus Söderström | Gardiens | Joona Voutilainen (37 min 44 s) Kaapo Kähkönen (22 min 16 s) |                  | Arbitrage : Geoffrey Miller (États-Unis) et Kendrick Nicholson (Canada) Miroslav Lhotský (Rép. tchèque) et Yamaguchi Sotaro (Japon) |
| 8 min            | Pénalités | 10 min                                                       |                  | Arbitrage : Geoffrey Miller (États-Unis) et Kendrick Nicholson (Canada) Miroslav Lhotský (Rép. tchèque) et Yamaguchi Sotaro (Japon) |
| 32               | Tirs | 24                                                           |                  | Arbitrage : Geoffrey Miller (États-Unis) et Kendrick Nicholson (Canada) Miroslav Lhotský (Rép. tchèque) et Yamaguchi Sotaro (Japon) |

| 24 avril 2014 | Canada | 3-2 (1-1, 1-0, 1-1) | Suisse | Imatran jäähalli 1 116 spectateurs |

| Feuille de match | Feuille de match | Feuille de match    | Feuille de match                                                                            | Feuille de match                                                                                                |
| ---------------- | --- | ------------------- | ------------------------------------------------------------------------------------------- | --- |
|                  | J. Virtanen (T. Sanheim, J. Mc Cann) — 17 min 28 s (SN) J. Quenneville (J. Hawryluk, R. Gropp) — 31 min 58 s T. Konecny (T. Sanheim) — 59 min 30 s | 0-1 1-1 2-1 2-2 3-2 | D. Diem (R. Frick, D. Riat) — 7 min 50 s K. Fiala (D. Malgin, R. Karrer) — 55 min 43 s (SN) | Arbitrage : Linus Öhlund (Suède) et Anssi Salonen (Finlande) René Jensen (Danemark) et Andreas Malqvist (Suède) |
| Mason McDonald   | Gardiens | Gauthier Descloux   |                                                                                             | Arbitrage : Linus Öhlund (Suède) et Anssi Salonen (Finlande) René Jensen (Danemark) et Andreas Malqvist (Suède) |
| 16 min           | Pénalités | 18 min              |                                                                                             | Arbitrage : Linus Öhlund (Suède) et Anssi Salonen (Finlande) René Jensen (Danemark) et Andreas Malqvist (Suède) |
| 17               | Tirs | 21                  |                                                                                             | Arbitrage : Linus Öhlund (Suède) et Anssi Salonen (Finlande) René Jensen (Danemark) et Andreas Malqvist (Suède) |

#### Demi-finales
| 26 avril 2014 | États-Unis | 4-1 (1-1, 1-0, 2-0) | Suède | Kisapuisto 2 038 spectateurs |

| Feuille de match | Feuille de match | Feuille de match    | Feuille de match                                | Feuille de match |
| ---------------- | --- | ------------------- | ----------------------------------------------- | --- |
|                  | A. Matthews (K. Connor) — 3 min 11 s R. Hitchcock (N. Hanifin) — 27 min 47 s D. Larkin (R. Hitchcock) — 48 min 38 s J. Eichel (D. Larkin) — 59 min 14 s (CV) | 0-1 1-1 2-1 3-1 4-1 | G. Franzén (W. Nylander, A. Kempe) — 2 min 39 s | Arbitrage : Kendrick Nicholson (Canada) et Aleksandr Sergueïev (Russie) Jordan Browne (Canada) et Gleb Lazarev (Russie) |
| Alex Nedeljkovic | Gardiens | Linus Söderström    |                                                 | Arbitrage : Kendrick Nicholson (Canada) et Aleksandr Sergueïev (Russie) Jordan Browne (Canada) et Gleb Lazarev (Russie) |
| 14 min           | Pénalités | 6 min               |                                                 | Arbitrage : Kendrick Nicholson (Canada) et Aleksandr Sergueïev (Russie) Jordan Browne (Canada) et Gleb Lazarev (Russie) |
| 34               | Tirs | 20                  |                                                 | Arbitrage : Kendrick Nicholson (Canada) et Aleksandr Sergueïev (Russie) Jordan Browne (Canada) et Gleb Lazarev (Russie) |

| 26 avril 2014 | Canada | 3-4 (pr) (0-1, 1-2, 2-0, 0-1) | République tchèque | Kisapuisto 1 603 spectateurs |

| Feuille de match | Feuille de match | Feuille de match            | Feuille de match | Feuille de match |
| ---------------- | --- | --------------------------- | --- | --- |
|                  | M. Barzal (D. Audette, J. Quenneville) — 34 min 51 s (SN) J. Hicketts (C. Bleackley) — 45 min 2 s D. Audette (M. Barzal) — 52 min 21 s | 0-1 0-2 0-3 1-3 2-3 3-3 3-4 | M. Špaček (J. Vrána) — 1 min 15 s J. Vrána (M. Špaček, J. Zbořil) — 27 min 37 s J. Smejkal (R. Veselý) — 32 min 57 s D. Kaše — 66 min 17 s | Arbitrage : Mikko Kaukokari (Finlande) et Tobias Wehrli (Suisse) Andreas Malqvist (Suède) et Dana Penkivech (États-Unis) |
| Mason McDonald   | Gardiens | Vítek Vaněček               | | Arbitrage : Mikko Kaukokari (Finlande) et Tobias Wehrli (Suisse) Andreas Malqvist (Suède) et Dana Penkivech (États-Unis) |
| 4 min            | Pénalités | 6 min                       | | Arbitrage : Mikko Kaukokari (Finlande) et Tobias Wehrli (Suisse) Andreas Malqvist (Suède) et Dana Penkivech (États-Unis) |
| 30               | Tirs | 33                          | | Arbitrage : Mikko Kaukokari (Finlande) et Tobias Wehrli (Suisse) Andreas Malqvist (Suède) et Dana Penkivech (États-Unis) |

#### Match pour la troisième place
| 27 avril 2014 | Canada | 3-1 (1-1, 1-0, 1-0) | Suède | Kisapuisto 3 251 spectateurs |

| Feuille de match | Feuille de match | Feuille de match | Feuille de match               | Feuille de match |
| ---------------- | --- | ---------------- | ------------------------------ | --- |
|                  | B. Perlini (J. Virtanen) — 17 min 2 s (SN) L. Crouse (T. Konecny, J. Hicketts) — 31 min 57 s T. Konecny (T. Sanheim, J. Hicketts) — 55 min 22 s | 0-1 1-1 2-1 3-1  | H. Törnqvist — 10 min 7 s (IN) | Arbitrage : Geoffrey Miller (États-Unis) et Anssi Salonen (Finlande) Miroslav Lhotský (Rép. tchèque) et Yamaguchi Sotaro (Japon) |
| Mason McDonald   | Gardiens | Linus Söderström |                                | Arbitrage : Geoffrey Miller (États-Unis) et Anssi Salonen (Finlande) Miroslav Lhotský (Rép. tchèque) et Yamaguchi Sotaro (Japon) |
| 30 min           | Pénalités | 45 min           |                                | Arbitrage : Geoffrey Miller (États-Unis) et Anssi Salonen (Finlande) Miroslav Lhotský (Rép. tchèque) et Yamaguchi Sotaro (Japon) |
| 26               | Tirs | 39               |                                | Arbitrage : Geoffrey Miller (États-Unis) et Anssi Salonen (Finlande) Miroslav Lhotský (Rép. tchèque) et Yamaguchi Sotaro (Japon) |

#### Finale
| 27 avril 2014 | États-Unis | 5-2 (3-1, 2-1, 0-0) | République tchèque | Kisapuisto 3 338 spectateurs |

| Feuille de match | Feuille de match | Feuille de match            | Feuille de match                                                                                   | Feuille de match |
| ---------------- | --- | --------------------------- | -------------------------------------------------------------------------------------------------- | --- |
|                  | J. Dougherty (S. Milano, J. Eichel) — 33 s A. Matthews (K. Connor, R. Collins) — 6 min 55 s S. Milano (L. Belpedio, J. MacLeod) — 7 min 41 s D. Larkin (S. Milano) — 21 min 13 s A. Matthews (B. Fortunato) — 26 min 57 s | 1-0 2-0 3-0 3-1 4-1 5-1 5-2 | J. Smejkal (R. Veselý, F. Chlapik) — 19 min 26 s D. Kaše (A. Rašner, M. Špaček) — 33 min 20 s (SN) | Arbitrage : Mikko Kaukokari (Finlande) et Tobias Wehrli (Suisse) Andreas Malqvist (Suède) et Jani Pesonen (Finlande) |
| Alex Nedeljkovic | Gardiens | Vítek Vaněček               | | Arbitrage : Mikko Kaukokari (Finlande) et Tobias Wehrli (Suisse) Andreas Malqvist (Suède) et Jani Pesonen (Finlande) |
| 6 min            | Pénalités | 6 min                       | | Arbitrage : Mikko Kaukokari (Finlande) et Tobias Wehrli (Suisse) Andreas Malqvist (Suède) et Jani Pesonen (Finlande) |
| 41               | Tirs | 17                          | | Arbitrage : Mikko Kaukokari (Finlande) et Tobias Wehrli (Suisse) Andreas Malqvist (Suède) et Jani Pesonen (Finlande) |

### Classement final
| Place              | Équipe     |
| ------------------ | ---------- |
| Médaille d'or      | États-Unis |
| Médaille d'argent  | Tchéquie   |
| Médaille de bronze | Canada     |
| 4                  | Suède      |
| 5                  | Russie     |
| 6                  | Finlande   |
| 7                  | Suisse     |
| 8                  | Slovaquie  |
| 9                  | Allemagne  |
| 10                 | Danemark   |

### Récompenses du tournoi
- Meilleurs joueurs[31] :
  - Meilleur gardien : Mason McDonald (Canada)
  - Meilleur défenseur : Haydn Fleury (Canada)
  - Meilleur attaquant : William Nylander (Suède)

### Meilleurs pointeurs
| Rang | Joueur               | Pays       | PJ | B | A  | Pts | +/− | Pun |
| ---- | -------------------- | ---------- | -- | - | -- | --- | --- | --- |
| 1    | William Nylander     | Suède      | 7  | 6 | 10 | 16  | +8  | 0   |
| 2    | Axel Holmström       | Suède      | 7  | 3 | 8  | 11  | +8  | 4   |
| 3    | Jakub Vrána          | Tchéquie   | 7  | 8 | 2  | 10  | +3  | 4   |
| 4    | Jack Eichel          | États-Unis | 7  | 5 | 5  | 10  | +2  | 6   |
| 5    | Sonny Milano         | États-Unis | 7  | 3 | 7  | 10  | +6  | 4   |
| 6    | Kevin Fiala          | Suisse     | 5  | 4 | 5  | 9   | +4  | 8   |
| 7    | Kirill Pilipenko     | Russie     | 5  | 5 | 2  | 7   | 0   | 0   |
| 8    | Auston Matthews      | États-Unis | 7  | 5 | 2  | 7   | +7  | 4   |
| 9    | Kyle Connor          | États-Unis | 7  | 4 | 3  | 7   | +8  | 0   |
| 10   | Denis Malgin         | Suisse     | 5  | 3 | 4  | 7   | +4  | 2   |
| 10   | Ievgueni Svetchnikov | Russie     | 5  | 3 | 4  | 7   | +2  | 4   |

### Meilleurs gardiens de but
Seuls sont classés les gardiens ayant joué au minimum 40 % du temps de jeu de leur équipe.
| Rang | Joueur            | Pays       | Min          | BC | Moy  | %Arr  | Bl |
| ---- | ----------------- | ---------- | ------------ | -- | ---- | ----- | -- |
| 1    | Mason McDonald    | Canada     | 371 min 17 s | 12 | 1,94 | 92,98 | 0  |
| 2    | Gauthier Descloux | Suisse     | 238 min 38 s | 9  | 2,26 | 91,09 | 0  |
| 3    | Adam Huska        | Slovaquie  | 159 min 52 s | 8  | 3,00 | 90,48 | 0  |
| 4    | Alex Nedeljkovic  | États-Unis | 359 min 5 s  | 11 | 1,84 | 90,18 | 1  |
| 5    | Maksim Tretiak    | Russie     | 183 min 55 s | 8  | 2,61 | 90,00 | 0  |

## DivisionIA
La Division IA a lieu du 14 au 20 avril 2014 à Nice en France. Les rencontres sont disputées au Palais des sports Jean-Bouin.
| Clt   | Équipe         | PJ | V | VP | D | DP | BP | BC | Diff | Pts |
| ----- | -------------- | -- | - | -- | - | -- | -- | -- | ---- | --- |
| +001, | Lettonie (R)   | 5  | 4 | 0  | 1 | 0  | 20 | 11 | +9   | 12  |
| +002, | Norvège        | 5  | 3 | 1  | 1 | 0  | 26 | 12 | +14  | 11  |
| +003, | Kazakhstan (P) | 5  | 3 | 0  | 1 | 1  | 17 | 11 | +6   | 10  |
| +004, | Biélorussie    | 5  | 2 | 1  | 1 | 1  | 15 | 12 | +3   | 9   |
| +005, | France         | 5  | 1 | 0  | 4 | 0  | 9  | 22 | -13  | 3   |
| +006, | Italie         | 5  | 0 | 0  | 5 | 0  | 8  | 27 | -19  | 0   |

- Promu en Division élite en 2015
- Relégué en Division IB en 2015

- Meilleurs joueurs[48],[49] :
  - Meilleur gardien : Fredrik Grønstrand (Norvège)
  - Meilleur défenseur : Vladislav Goncharov (Biélorussie)
  - Meilleur attaquant : Semion Kochelev (Kazakhstan)
  - Meilleurs pointeurs : Martin Gran (Norvège) et Semion Kochelev (Kazakhstan), 8 points (4 buts et 4 aides)

## DivisionIB
La Division IB a lieu du 13 au 19 avril 2014 à Székesfehérvár en Hongrie. Les rencontres sont disputées au Ifjabb Ocskay Gábor Jégcsarnok.
| Clt   | Équipe       | PJ | V | VP | D | DP | BP | BC | Diff | Pts |
| ----- | ------------ | -- | - | -- | - | -- | -- | -- | ---- | --- |
| +001, | Hongrie (P)  | 5  | 5 | 0  | 0 | 0  | 35 | 10 | +25  | 15  |
| +002, | Slovénie (R) | 5  | 3 | 0  | 2 | 0  | 15 | 10 | +5   | 9   |
| +003, | Autriche     | 5  | 3 | 0  | 2 | 0  | 15 | 16 | -1   | 9   |
| +004, | Japon        | 5  | 3 | 0  | 2 | 0  | 22 | 20 | +2   | 9   |
| +005, | Ukraine      | 5  | 1 | 0  | 4 | 0  | 15 | 16 | -1   | 3   |
| +006, | Pologne      | 5  | 0 | 0  | 5 | 0  | 5  | 35 | -30  | 0   |

- Promu en Division IA en 2015
- Relégué en Division IIA en 2015

- Meilleurs joueurs[50],[51] :
  - Meilleur gardien : Kanako Shotaro (Japon)
  - Meilleur défenseur : Tamás Láday (Hongrie)
  - Meilleur attaquant : Csanád Erdély (Hongrie)
  - Meilleur pointeur : Vilmos Gallo (Hongrie), 11 points (6 buts et 5 aides)

## DivisionIIA
La Division IIA a lieu du 24 au 30 mars 2014 à Dumfries au Royaume-Uni. Les rencontres sont disputées au Dumfries Ice Bowl.
| Clt   | Équipe           | PJ | V | VP | D | DP | BP | BC | Diff | Pts |
| ----- | ---------------- | -- | - | -- | - | -- | -- | -- | ---- | --- |
| +001, | Lituanie         | 5  | 3 | 1  | 0 | 1  | 23 | 12 | +11  | 12  |
| +002, | Corée du Sud (R) | 5  | 2 | 2  | 1 | 0  | 24 | 21 | +3   | 10  |
| +003, | Croatie          | 5  | 3 | 0  | 2 | 0  | 18 | 14 | +4   | 9   |
| +004, | Pays-Bas (P)     | 5  | 2 | 0  | 3 | 0  | 12 | 17 | -5   | 6   |
| +005, | Grande-Bretagne  | 5  | 1 | 0  | 3 | 1  | 16 | 25 | -9   | 4   |
| +006, | Roumanie         | 5  | 1 | 0  | 3 | 1  | 15 | 19 | -4   | 4   |

- Promu en Division IB en 2015
- Relégué en Division IIB en 2015

- Meilleurs joueurs[53],[54] :
  - Meilleur gardien : Vilim Rosandić (Croatie)
  - Meilleur défenseur : Edgar Protčenko (Lituanie)
  - Meilleur attaquant : Cho Seungsik (Corée du Sud)
  - Meilleur pointeur : Lee Chong-hyun (Corée du Sud), 11 points (4 buts et 7 aides)

## DivisionIIB
La Division IIB a lieu du 14 au 20 avril 2014 à Tallinn en Estonie. Les rencontres sont disputées au Škoda Jäähall.
| Clt   | Équipe      | PJ | V | VP | D | DP | BP | BC | Diff | Pts |
| ----- | ----------- | -- | - | -- | - | -- | -- | -- | ---- | --- |
| +001, | Estonie (R) | 5  | 4 | 0  | 1 | 0  | 30 | 13 | +17  | 12  |
| +002, | Espagne     | 5  | 4 | 0  | 1 | 0  | 25 | 11 | +14  | 12  |
| +003, | Serbie      | 5  | 4 | 0  | 1 | 0  | 31 | 9  | +22  | 12  |
| +004, | Belgique    | 5  | 1 | 1  | 3 | 0  | 17 | 31 | -14  | 5   |
| +005, | Chine (P)   | 5  | 1 | 0  | 3 | 1  | 16 | 21 | -5   | 4   |
| +006, | Islande     | 5  | 0 | 0  | 5 | 0  | 8  | 42 | -34  | 0   |

- Promu en Division IIA en 2015
- Relégué en Division IIIA en 2015

- Meilleurs joueurs[55],[56] :
  - Meilleur gardien : Ignacio Garcia (Espagne)
  - Meilleur défenseur : Pavle Podunavac (Serbie)
  - Meilleur attaquant : Nikita Kozorev (Estonie)
  - Meilleur pointeur : Uroš Bjelogrlić (Serbie), 12 points (2 buts et 10 aides)

## DivisionIIIA
La Division IIIA a lieu du 24 au 30 mars 2014 à Sofia en Bulgarie. Les rencontres sont disputées au Palais des sports d'hiver.
| Clt   | Équipe           | PJ | V | VP | D | DP | BP | BC | Diff | Pts |
| ----- | ---------------- | -- | - | -- | - | -- | -- | -- | ---- | --- |
| +001, | Australie (R)    | 5  | 4 | 0  | 1 | 0  | 14 | 6  | +8   | 12  |
| +002, | Israël (P)       | 5  | 3 | 0  | 2 | 0  | 25 | 15 | +10  | 9   |
| +003, | Taipei chinois   | 5  | 2 | 1  | 2 | 0  | 12 | 13 | -1   | 8   |
| +004, | Bulgarie         | 5  | 2 | 0  | 3 | 0  | 11 | 17 | -6   | 6   |
| +005, | Mexique          | 5  | 2 | 0  | 3 | 0  | 13 | 10 | +3   | 6   |
| +006, | Nouvelle-Zélande | 5  | 1 | 0  | 3 | 1  | 9  | 23 | -14  | 4   |

- Promu en Division IIIA en 2015
- Relégué en Division IIIB en 2015

- Meilleurs joueurs[58],[59] :
  - Meilleur gardien : Dimitar Videnov (Bulgarie)
  - Meilleur défenseur : Daniel Patacky (Australie)
  - Meilleur attaquant : Ilya Spektor (Israël)
  - Meilleur pointeur : Ilya Spektor (Israël), 12 points (8 buts et 4 aides)

## DivisionIIIB
La Division IIIB a lieu du 13 au 15 février 2014 à Izmit en Turquie. Les rencontres sont disputées au Kocaeli Büyükşehir Belediyesi Olimpik Buz Sporları Salonu.
| 13 février 2014 | Turquie | 5-2 (2-0, 0-1, 3-1) | Hong Kong | KBB Olimpik Buz Sporları Salonu 304 spectateurs |

| 14 février 2014 | Hong Kong | 3-8 (1-1, 2-3, 0-4) | Afrique du Sud | KBB Olimpik Buz Sporları Salonu 71 spectateurs |

| 15 février 2014 | Afrique du Sud | 2-1 (0-0, 0-1, 2-0) | Turquie | KBB Olimpik Buz Sporları Salonu 314 spectateurs |

| Clt   | Équipe         | PJ | V | VP | D | DP | BP | BC | Diff | Pts |
| ----- | -------------- | -- | - | -- | - | -- | -- | -- | ---- | --- |
| +001, | Afrique du Sud | 2  | 2 | 0  | 0 | 0  | 10 | 4  | +6   | 6   |
| +002, | Turquie        | 2  | 1 | 0  | 1 | 0  | 6  | 4  | +2   | 3   |
| +003, | Hong Kong      | 2  | 0 | 0  | 2 | 0  | 5  | 13 | -8   | 0   |

- Promu en Division IIIA en 2015

- Meilleurs joueurs[61],[62] :
  - Meilleur gardien : Charl Pretorius (Afrique du Sud)
  - Meilleur défenseur : Jonas Hanley Mak (Hong Kong)
  - Meilleur attaquant : Ahmet Hars (Turquie)
  - Meilleur pointeur : Keegan Thornton (Afrique du Sud), 7 points (2 buts et 5 aides)